# 32071 Matthewretchin
32071 Matthewretchin è un asteroide della fascia principale. Scoperto nel 2000, presenta un'orbita caratterizzata da un semiasse maggiore pari a 2,6021928 UA e da un'eccentricità di 0,0756314, inclinata di 7,34652° rispetto all'eclittica.